# Зонд 1964А
Зонд 1964А е съветска лунна сонда, направена, за да прелети покрай Луната. Била е тестова за бъдещи мисии към Марс. Изстреляна е на 4 юни 1964 г. Ракетата не се изстреляла и Зонд 1964А се провалил. Тази сонда била втората от серията Зонд и първата, отиваща на Луната.